# Боговитин Петрович Шумбарський
Богови́тин-Яків Петро́вич Богови́тин-Шумба́рський (? — до 1542) — руський (український, білоруський) боярин з панського роду Боговитинів, гербу Корчак. Протопласт відгалуженої гілки Боговитиновичів — Шумбарських. Землевласник у Кременецькому та Луцькому повітах Волинської землі та Берестейській землі Великого князівства Литовського. Військовий та державний діяч. Родове гніздо — Шумбар. 

## Діяльність
Боговитин-Яків Петрович Боговитин-Шумбарський у прижиттєвих писемних згадках фігурує під першим з імен і патронімом, до яких інколи додається відносний прикметник Шумбарський.
Уперше Боговитин Петрович згадується під 1510 роком у зв'язку з рішенням великого князя виплатити йому зі скарбу та з луцького соляного збору 10 коп грошей. Відомо, що у 1528 році, наприкінці перебування Якуба Монтовтовича намісником у Кременці, він отримав привілей на уряд тутешнього городничого, мостовничого та войського. Щоправда влітку наступного року фігурує ще без титулів. Восени 1530 року значиться як господарський дворянин. Восени 1532 року постає як один із суддів кременецького повіту. Весною 1533 року як городничий, мостовничий та войський кременецький.
Володіння Боговитина Петровича лежали на Волині та Берестейщині. За переписом Литовського війська у 1528 році він мав з них виставляти  7 вершників. Основною його резиденцією було село Шумбар, яке він отримав привілеєм на осадження тут від короля Сигізмунда І Старого у 1524 році: "въ ыменьи его отчызномъ въ Шумбарку, где он замок собе збудовал, близско именья их отчызного Шумъска, которое именье Шумско держатъ братья стрыечъная панове Боговитиновичы". У 1523 році продав Костянтину князю Острозькому віддалене від своїх основних володінь село Росолівці за 50 коп грошей. Його, свого часу вислужив батько Петро Боговитинович. Натомість Боговитин Петрович випросив у великого князя село Жолобки, яке лежало неподалік його вотчини. Також купив село Ратново у Луцькому повіті.
Тривалий час Боговитин Петрович Шумбарський тримав село Войнигів у Кременецькому повіті яке заставив йому Мартин Пруський. Через це конфліктував зі свояком останнього Грицьком Сенютою, який намагався його викупити як свою "близькість". Отримав села Кокорів та Денятин від Віленського біскупа Януша, які у 1538 році записав як придане зятю Яну Загоровському та доньці Федорі. Востаннє серед живих фігурує 1542 року, в угоді про межі між селами Пігаси й Обич.

## Сім'я
Боговитин-Яків Петрович син кременецького боярина Петра Боговитиновича та вочевидь N Євдокії, які разом були внесені як родичі Боговитина-Якова до пом'яника Києво-Печерського монастиря. Відомо, що його дружиною була Зофья Андріївна Лозка, донька підляського лісничого, а згодом берестейського войського. По його смерті вийшла заміж за Василя Михайловича князя Сангушка-Ковельського. У ролі його дружини фігурує станом на лютий 1542 року. Діти Боговитина Петровича Шумбарського:
- Михайло, у шлюбі з Ганною Олехнівною Борзобогатою-Красинською.
- Павло (Памфіло), у шлюбі із Конарською Зофьєю.
- Федора, у шлюбі з Яном Богдановичем Загоровським.
- Зофья, у шлюбі з Петром Михайловичем Семашком.
- Раїна, у шлюбі з Юрієм Матейовичем Юндилом.